# 匡培根
匡培根（1924年—2011年7月26日），女，江苏无锡人，中国神经内科专家，曾任中国人民解放军军医进修学院、解放军总医院教授、博士生导师、主任医师。